# Сангліцька мова
Сангліцька мова (санглечі) — іранська мова, поширена в Афганістані та Таджикистані в долині річки Сангліч. Загальне число мовців — 1 500 осіб (1 312 осіб у 1996). Споріднена з ішкашимською мовою. У класифікації SIL Ethnologue об'єднана з ішкашимською. В. С. Соколова вважала сангліцьку діалектом ішкашимської.